# Речичанська сільська рада
Речичанська сільська рада  — колишній орган місцевого самоврядування у Городоцькому районі Львівської області з центром у с. Речичани.

## Загальні відомості
Історична дата утворення: в 1939 році.

## Населені пункти
Сільраді були підпорядковані населені пункти:
- с. Речичани
- с. Лісновичі

## Склад ради
- Сільський голова: Цапок Петро Михайлович
- Секретар сільської ради:
- Загальний склад ради: 16 депутатів

### Керівний склад ради
| ПІБ                    | Основні відомості                                                               | Дата обрання | Дата звільнення |
| ---------------------- | ------------------------------------------------------------------------------- | ------------ | --------------- |
| Цапок Петро Михайлович | Сільський голова, 1959 року народження, освіта, безпартійний                    | 26.03.2006   | 31.10.2010      |
| Цапок Петро Михайлович | Сільський голова, 1959 року народження, освіта середня спеціальна, безпартійний | 31.10.2010   |                 |

Примітка: таблиця складена за даними джерела

### Депутати
Результати місцевих виборів 2010 року за даними ЦВК
| № зп                                                | № округу                                            | Прізвище, ім'я, по батькові                         | Дата визнання обраним                               | Відомості про обраного депутата                     |
| Політична партія Всеукраїнське об'єднання «Свобода» | Політична партія Всеукраїнське об'єднання «Свобода» | Політична партія Всеукраїнське об'єднання «Свобода» | Політична партія Всеукраїнське об'єднання «Свобода» | Політична партія Всеукраїнське об'єднання «Свобода» |
| Самовисування                                       | Самовисування                                       | Самовисування                                       | Самовисування                                       | Самовисування                                       |
| --------------------------------------------------- | --------------------------------------------------- | --------------------------------------------------- | --------------------------------------------------- | --------------------------------------------------- |